# حالت فاعلی
در زبان‌شناسی، حالت فاعلی یا حالت نهادی یکی از حالت‌های دستوری اسم یا دیگر اجزای کلام است که عموماً نشان دهنده انجام‌دهنده فعل است یا نشان‌دهنده نهاد عبارتی یا صفت عبارتی است، که در مقابل مفعول یا دیگر شناسه‌های فعل قرار دارد (نهاد بخشی از جمله است که در مورد آن خبری می‌دهیم.
). معمولا اسمی که «کاری را انجام می‌دهد» در حالت فاعلی است، و حالت فاعلی واژه حالتی است که در فرهنگ واژگان فهرست می‌شود.

در زبان‌های غربی به این حالت nominative (نامشی) می‌گویند زیرا این حالت بیشتر موضوع اصلی جمله را برمی‌شمرد و آن را «می‌نامد». در زبان عربی اعراب رفع نشانه‌ی حالت فاعلی است و واژه‌ را در این حالت مرفوع گویند.   

در زبان‌های هندواروپایی قدیم نشانه ویژه‌ای به واژه می‌چسبید یا واژه شکل دیگری پیدا می‌کرد تا مشخص شود که آن واژه در حالت فاعل قرار دارد اما بسیاری از زبان‌های هندواروپایی امروزی ازجمله فارسی این نشانه‌ها را کنار گذاشته‌اند و از جای قرار گرفتن واژه در جمله یا حرف اضافه‌های پیرامون آن است که عملکرد فاعلی آن را متوجه می‌شوند.
حالت‌های فاعلی امروزه در زبان‌های اسلاوی، و در یونانی، ایسلندی، پشتو، مجاری، گرجی و آلمانی و غیره یافت می‌شوند.
زبان انگلیسی تنها در ضمایر خود هنوز حالت نهادی را نگه داشته‌است. در این زبان I (من) شکل فاعلی و me (من، مرا) شکل و حالت مفعولی ضمیر اول شخص مفرد است. به همین صورت we (مفعولی‌اش: ‎us‏)، he (مفعولی‌اش: ‎him‏), she (مفعولی‌اش: ‎her‏), they (مفعولی‌اش: ‎them‎) و who (مفعولی‌اش: whom) نیز وجود دارد که شکل اول حالت فاعلی و شکل دوم (درون پرانتز) حالت مفعولی آن است.

## نمونه از آلمانی
در زبان‌هایی مانند انگلیسی به خاطر آسان‌شدگی و حذف نشانگرهای حالت، ترتیب قرار گرفتن واژه‌ها در جمله برای درک درست معنا اهمیت اساسی دارد اما در آلمانی یا روسی که شکل باستانی‌تر هندواروپایی را حفظ کرده‌اند حالت است که معنا را می‌رساند و بنابراین اجزای جمله آزادند تا جابه‌جا بشود.. در زبان‌هایی مانند زبان فارسی، حالتهای صرفی به جای صرف با نشانه مشخص می‌شوند. این به زبان فارسی اجازه می‌دهد تا همانند زبان آلمانی چیدمان واژگانی آزاد داشته باشد. 
در آلمانی در نمونه‌های زیر حرف تعریف der نشانگر این است که واژه‌ای که جلوی آن آمده فاعل است و حرف تعریف den نشان می‌دهد که واژه بعدی مفعول است. در زبان فارسی، حالت فاعلی حالت پیش‌فرض اسم است و نشانه‌ای ندارد اما مفعول مستفیم جمله با حرف «را» نشانه‌گذاری می‌شود:
- Der Hund beißt den Mann. سگ گاز می‌گیرد مرد را.
- Den Mann beißt der Hund. مرد را گاز می‌گیرد سگ.
- ?Beißt der Hund den Mann گاز می‌گیرد سگ مرد را؟
- ?Beißt den Mann der Hund گاز می‌گیرد مرد را سگ؟

در تمام این جملات der Hund (سگ) به این خاطر که نشانگر حالت کنایی یعنی der دارد فاعل جمله است. 
البته این تغییرات جایگاه در آلمانی برای تغییر تأکید معناها استفاده می‌شود.